# 九州産業大学硬式野球部
九州産業大学硬式野球部（きゅうしゅうさんぎょうだいがくこうしきやきゅうぶ）は、福岡六大学野球連盟に所属する大学野球チーム。九州産業大学の学生によって構成されている。

## 歴史
1960年創部。1971年の福岡六大学野球連盟発足から加盟。
1972年春にリーグ戦が開始され、九産大が最初の優勝を飾る。以降、リーグ戦初期からは福岡工業大との2強時代になるも、1980年代を通じて九産大のリーグ戦連覇が続く1強となる。1979年秋、1年生投手大畑徹の活躍で第10回明治神宮野球大会1回戦で中本茂樹投手擁する同志社大を7-0（8回コールド）で下し、準決勝で優勝した明治大に敗れるもベスト4に進出。この時代、大畑徹投手のほかに村井一男投手や松浦英信らが活躍した。
昭和から平成に入る頃の80年代後半からは九州共立大との2強時代となり、1990年代は、明治神宮野球大会で先に大学日本一（第30回大会）にもなった共立大の後塵を拝する時期が続いた。のみならず、福工大や新興の第一経済大（現 日本経済大）、さらに福岡教育大にも押され、リーグ戦でも2度5位になる低迷期に入った。
2004年秋、4年幸松司と3年佐伯尚治の両投手らを擁して、90年以来14年ぶりに明治神宮野球大会に出場。翌2005年秋、4年佐伯尚治と3年河部剛史の両投手らを擁して、第36回明治神宮野球大会決勝で東北福祉大を下し、悲願の大学日本一となった。翌2006年秋、4年河部剛史と2年西村憲の両投手らを擁して、第37回明治神宮野球大会準決勝で優勝した亜細亜大（早大を下し優勝）に敗れベスト4。また、この頃から2023年現在に至るまで、再び共立大との2強時代が続いている。
2010年秋、第41回明治神宮野球大会準々決勝で国学院大を4-2、準決勝で東海大に0-1で敗れるもベスト4進出。
2018年春、第67回全日本大学野球選手権大会1回戦で東海大を3-2、2回戦で甲斐野央・梅津晃大・上茶谷大河ら"東洋三羽烏" と呼称された投手陣擁する東洋大を10-3（7回コールド）、準々決勝で新興宮崎産業経営大を3-0、準決勝で国際武道大に3-4（延長10回）で敗れベスト4。

## 本拠地
- 九州産業大学内 野球場（福岡市東区松香台）

## 記録
（2023年度春季終了時点）
- リーグ優勝：45回
- 全日本大学野球選手権大会出場：22回
- 明治神宮野球大会大学の部出場：14回

## 出身者
- 古屋哲美（元プロ野球選手：西鉄）
- 川村博昭（元プロ野球選手：太平洋クラブ）
- 島田誠（元プロ野球選手：日本ハム、中退）
- 増本宏（元プロ野球選手：大洋）
- 中原朝日（元プロ野球選手：日本ハム）
- 大畑徹（元プロ野球選手：大洋、日本ハム）
- 松浦英信（元プロ野球選手：中日）
- 村井一男（元プロ野球選手：西武、中日）
- 福地経人（元プロ野球選手：近鉄）
- 渡辺弘（元プロ野球選手：日本ハム）
- 坂口千仙（元プロ野球選手：南海、日本ハム、ヤクルト）
- 坂田和隆（元プロ野球選手：南海）
- 福澤洋一（元プロ野球選手：ロッテ、中退）
- 有隅昭二（プロ野球審判員、元プロ野球選手：ヤクルト、中退）
- 武藤幸司（元台湾プロ野球選手）
- 青木和義（元プロ野球選手：西武）
- 西村憲（元プロ野球選手：阪神）
- 榎下陽大（元プロ野球選手：日本ハム）
- 浜田智博（元プロ野球選手：中日）
- 高良一輝（元プロ野球選手：日本ハム）
- 高山竜太朗（元プロ野球選手：巨人）
- 井手亮太郎（元プロ野球選手：楽天）
- 福森耀真（プロ野球選手：楽天）
- 石田駿（プロ野球選手：BC栃木、楽天、BC茨城）
- 岩田将貴（プロ野球選手：阪神）
- 渡辺翔太（プロ野球選手：楽天）[2]
- 児玉亮涼（プロ野球選手：西武）
- 福田満樹（北米独立リーグ選手）
- 野口恭佑（プロ野球選手：阪神）
- 中村貴浩（プロ野球選手：広島）
- 浦田俊輔（プロ野球選手：巨人）